# ۸۵۵ (خورشیدی)
۸۵۵ هشتصد و پنجاه و پنجمین سال هجری خورشیدی است.